# Енрике Вила-Матас
Енрике Вила-Матас (на испански: Enrique Vila-Matas) е испански писател на произведения в жанра социална драма и документалистика. Определян е от много критици за един от най-добрите съвременни испански автори.

## Биография и творчество
Енрике Вила-Матас е роден на 31 март 1948 г. в Барселона, Испания. Следва право и журналистика. През става редактор на филмовото списание Fotogramas. През 1970 г. режисира два късометражни филма, „Всички тъжни млади хора“ (за отчаянието) и „Краят на лятото“ (за разрушаването на буржоазното семейство). Самият той е актьор в седем каталонски филма, но всичките забранени от цензурата на Франсиско Франко.
През 1971 г. отбива военната си служба в Мелиля, където в задната стая на военен магазин за хранителни стоки пише си книга, „В уединено място“, която е издадена през 1973 г. като „Жена в огледалото, съзерцаваща пейзажа“. След завръщането си в Барселона, работи като филмов критик за списанията Bocaccio и Destino. В периода 1974 – 1976 г. живее в Париж в мансарда, която наема от писателката Маргьорит Дюрас. Там пише вторият си роман, „Илюстрираният убиец“. През 1980 г. е издаден романът му „На юг от клепачите“, историята на чиракуването на един писател, и сборникът с разкази „Никога не ходя на кино“ през 1982 г. Този период от творческата му дейност завършва с романа „Самозванство“ от 1984 г., базиран на истинска история за крадец на самоличност, който се преструва на изчезнал писател, а темата за „истинската лична идентичност“ става една от повтарящите се теми в творчеството му.
Успехът му идва през 1985 г. с книгата „Съкратена история на преносимата литература“, който е експериментален и смесва белетристика и есе. В следващите години последователно издава три сборника с разкази: „Къща завинаги“ (1986), Образцови самоубийства“ (1991), „Деца без деца“ (1993). После се връща към романа с „Далеч от Веракрус“ (1995), „Странен начин на живот“ (1997), „Вертикалното пътуване“ (2000), „Бартълби и компания“ (2001), за възможната невъзможност за писане, и „Болестта на Монтано“ (2002). Носител е на наградата „Ромуло Галегос“ за романа „Вертикалното пътуване“ и на наградата „Медиси“ за чуждестранни автори за „Болестта на Монтано“.
В началото на 90-те години е издаден първият му сборник със статии и литературни есета под заглавието „Най-бавният пътешественик“ (1992), а през 1995 г. и продължението „Облекло за неделя“. Други негови книги с литературни есета са: „Да сложим край на кръглите числа“ (1998), „От нервния град“ (2000), и др. За младежките си преживявания във френската столица пише автобиографичния роман „Париж никога не свършва“ (2003).
За произведенията си е удостоен с редица отличия и награди: отличието Кавалер на Ордена на Почетния легион; почетна докторска степен от Университета на Андите, Венецуела; наградата на град Барселона и венецуелската награда „Ромуло Галегос“ (2001); наградата за най-добра чуждестранна книга и наградата „Фернандо Агире“ (2002); наградата „Хералд“, наградата на критиката, наградата „Медиси“, наградата на чилийските критици (2003); наградата „Енио Флаяно“, наградата „Хосе Мануел Лара“ и наградата на Испанската академия (2006); италианската литературната награда „Елса Моранте“ за чуждестранен писател (2007); наградите „Ботари“ (Италия), наградата „Жан Кариер“ (Франция) за романа „Дъблинско“ (2011) и наградата „Летео“ (Испания) за цялостно творчество; наградата на град Билбао за „Площадката на Дилън“ и наградата „Грегор фон Рецори“ (2012); наградата „Форментор“ (2014); наградата FIL за романски езици в размер на 150 000 долара; а през 2016 г. получава Националната награда на Каталуния. Творчеството му е преведено на 32 езика по света.
Той също така пише критика за испанския мадридски вестник „Дарио 16“ от 80-те до 2001 г., после в периода 2004 – 2008 г. за парижкия Le Magazine Littéraire, и за вестник El País, където е колумнист на двуседмичната рубрика Café Perec.
Той е рицар основател на Ордена на Финеган, група, която се събира в Дъблин всяка година на 16 юни, за да почете Джеймс Джойс и неговия роман „Одисей“.
Енрике Вила-Матас живее със семейството си в Барселона.

## Произведения

### Самостоятелни романи
- Mujer en el espejo contemplando el paisaje (1973)[2][5]
- La asesina ilustrada (1977)
- Al sur de los párpados (1980)
- Impostura (1984)
- Historia abreviada de la literatura portátil (1985)
- Recuerdos inventados. Primera antología personal (1994)
- Lejos de Veracruz (1995)
- Extraña forma de vida (1997)
- El viaje vertical (1999) – награда „Ромуло Галегос“
- Bartleby y compañía (2000)[1]
Бартълби и компания, изд.: ИК „Панорама“, София (2010), прев. Теодора Цанкова
- El mal de Montano (2002) – награда „Медиси“
- París no se acaba nunca (2003)
- Doctor Pasavento (2005) – награда „Елса Моранте“
- Exploradores del abismo (2007)
- Dietario voluble (2008)
- Dublinesca (2010)
- Perder teorías (2010)
- En un lugar solitario. Narrativa 1973 – 1984 (2011)
- Aire de Dylan (2012)
- Kassel no invita a la lógica (2014)
- Marienbad electrique (2015)
- Mac y su contratiempo (2017)

### Сборници
- Nunca voy al cine (1982)[2][5]
- Una casa para siempre (1988)
- Suicidios ejemplares (1991)
- Hijos sin hijos (1993)
- Chet Baker piensa en su arte. Relatos selectos (2011)
- El día señalado [short story] (2015)
- Vampire in Love (2016)

### Разкази издадени в България
- По една стара китайска пътека, алманах „Панорама“ бр.9 (2006), прев. Теодора Цанкова
- Роза Шварцер се връща към живота, сп. „Съвременник“ бр. 3 (2006), прев. Мария Пачкова
- Никога не ходя на кино, сп. ”Литературен форум” бр.27 (2001), прев. Мария Пачкова[6]

### Документалистика (частично)
- El viajero más lento (1992)[2][5]
- El traje de los domingos (1995)
- Para acabar con los números redondos (1997)

### Екранизации
- 2008 El viaje vertical – тв филм, по романа